# U-Bahn-Station Am Schöpfwerk

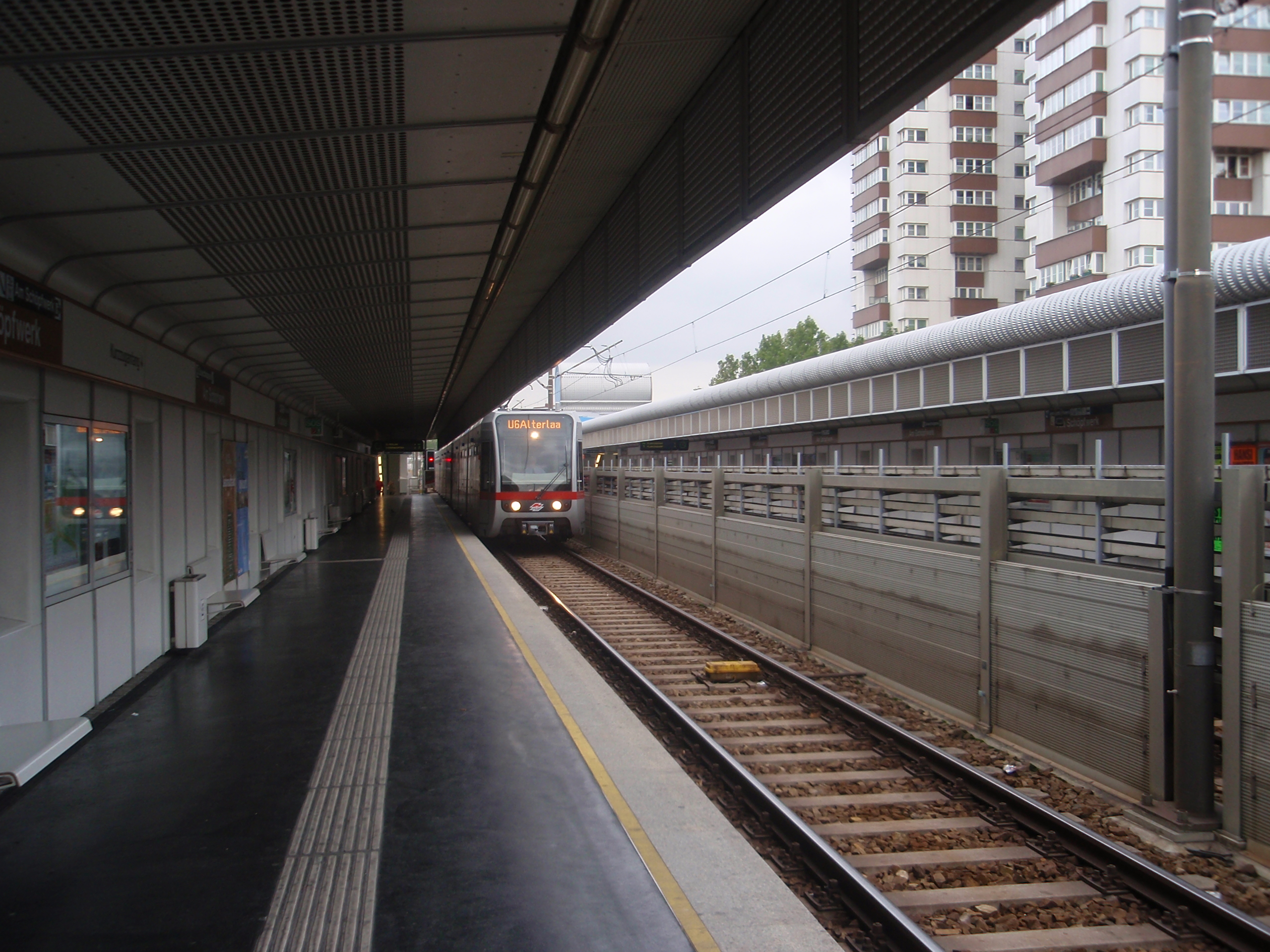
Ein Zug fährt auf Gleis 2 ein

Die Station Am Schöpfwerk der Wiener U-Bahn an der Linie U6 im 12. Wiener Gemeindebezirk Meidling wurde in Hochlage erbaut.
Bei der Architektur sämtlicher neu erbauter Stationen des U6-Südastes wurde eine neue Verformungstechnologie von Aluminiumtrapezblech (das Einziehverfahren) angewandt, was die Konstruktion verschieden geformter Bögen erlaubte. Die Kombination mit blau lasiertem Beton und Glas geben der Station eine Signalwirkung. Markant sind insbesondere die oben abgerundeten Aufzugstürme. die Konstruktion stammt von Johann Georg Gsteu.
Sie liegt an der Wohnhausanlage Am Schöpfwerk, nördlich des Altmannsdorfer Astes der Wiener Südosttangente und bietet eine Umsteigemöglichkeit zur Autobuslinie 16A. Nachts wird die Station von der Linie N66 der Wiener NightLine angefahren, an Wochenenden und Feiertagen verkehrt die U-Bahn durchgehend. Die Station wurde am 15. April 1995 im Zuge der Verlängerung der U6 nach Siebenhirten eröffnet. Schon zuvor hatte die Schnellstraßenbahnlinie 64 Wiener Straßenbahn hier eine Haltestelle in Niveaulage.